# Five Nights at Freddy's
Five Nights at Freddy's (у преводу Пет ноћи код Фредија) je мултимедијска франшиза састављена од видео-игрица, књига, играчака и др. која је програмирана, дизајнирана, и осмишљена од стране Скота Котона.
Радња целе игрице се дешава у „Фреди Фазберовој Пицерији" (пицерија/ресторан налик Чак Чизу).
Прва три дела ове игрице уводе у улогу ноћног чувара, где се морају надгледати надзорне камере, затварати и отварати врата и светла, не би ли се заштили од лудих машина у ликовима животиња, које нападају играча. 
У четвртом делу, играч се ставља у улогу дечака који се у својој соби мора одбранити од страшно осмишљених машина у виду 'ноћне море', тако што затвара врата, ормар, гледа лампом свуда око себе, и трчи око собе. 
Пети део се дешава у другој локацији, (енгл. Sister Location), и ставља те у улогу електричара, који мора радити што му роботски глас каже у игри. 
Реализован је и филм компаније Блумхаус и Варнер Брос.

## Историја и развој игре
Идеја да направи овако нешто, Скоту је пала на памет на основу претходних игрица, које су биле породичне, али су их неки доживели као „превише страшне”, што је Скота инспирисало да направи нешто још страшније. 
Први део игрице „Пет ноћи код Фредија” био је објављен 8. августа 2014. преко Дезуре, a 20. августа и преко Стима. Скот има свој вебсајт, као и свој Јутјуб канал на коме обавештава кориснике о новим игрицама, филмовима, књигама итд. 
Серијал је постао један од најутицајних у хорор индустрији, и то у таквој мери да многи јутјубери (који су и прогурали овај серијал) приликом анализе "независних" (енгл. Indie) хорор игара врло често деле исте на пре pre-FNAF и post-FNAF.
Након одустајања од и предавања серијала у руке друге компаније 2020. године уочи контраверзе са финансирањем републиканаца у САД, Скот Котон је покренуо Фазбер Фенверс Инишијејтив (енгл. Fazbear Fanverse Initiative) који је вратио игре фанова у живот тако што је изабрао најбоље и најперспективније фан-серијале и понудио финансијску и маркетиншку подршку за наставак тих франшиза.

## Начин игре
У првом делу игрице се преузима улога ноћног чувара у поменутом ресторану. Играч добија 100% батерије која напаја врата, камере, и светло. Прелажењем миша преко стрелице на дну екрана отварају се камере. Има укупно 11 камера од којих је једна, означена као 'кухиња', онемогућена, и може се чути само звук (то су најчешће ломљење тањира и сл. звукови). Кликтањем на камере прати се кретање машина које напредују до његове канцеларије, где, кад би га нашле, оне би га убиле, тако што би га ставили у одело налик њиховом. То не би било лоше, само је проблем у томе што је то одело испуњено жицама, електроником и другим стварима које играча убијају полако. То раде зато што они не виде играча као човека, већ као ендо-скелетона без костима, због чега покушавају да га ставе у један. На самом почетку ноћи (која почиње у дванаест а завршава се у шест ујутру), звони ти телефон, и кад играч подигне слушалицу чује се глас који му даје упутства како да се пробије кроз ноћ. У суштини, треба пратити кретање машина кроз камере, затварати врата ако су испред њих, али пазити на батерију, која се затварањем врата и кликтањем на камере, троши. Уколико се не успе, искаче једна од машина на страшан начин, чиме убија играча. 
Пет ноћи код Фредија 2: Након што је први део игрице био веома успешан захваљујући доброј осмишљености и великом броју прегледа на јутјубу, Скот је објавио и други део игрице, са мало другачијим правилима. У првом делу игрице од машина се играч брани вратима, а у овом делу нема врата на његовој канцеларији. Једини начин да се одбраниш од машина јесте да се у њих упери светло помоћу лампе, или да се на главу стави празна Фредијева маска која је дата играчу на почетку. Наиме, други део носи три нове машине, сличне онима из првог дела, само више подсећају на играчке, будући да су од пластике. Ту су такоће и машине из првог дела игрице, само су оронуле, без главе, похабане... Ту су такође и марионете, дечак и девојчица са балонима. Стављајући Фредијеву маску, играч се брани од нових и старих машина. Додуше, тај трик није делотворан на Фоксију (у њега се мора уперити лампа) и марионети (за њу се играч мора постарати да не напусти своју кутију тако што ће је затварати.)
Пет ноћи код Фредија 3: Ова игра је тотално другачија од претходне две. Поред тога што се морају надгледати камере, морају се и одржавати сви системи (кисеоник, рад камера....). Уколико се играч не постара о ваздуху, можда му се појавити халуцинације фантомских верзија машина. Од њих играч неће умрети, али може остати без ваздуха уколико не обнови систем за ваздух. Само једна машина може убити играча, и то тотално нова: Спрингтреп. Он је једини који може да убије, али не и да уплаши. 
Пет ноћи код Фредија 4: Четврти део игрице је први део који одбацује сва досадашња правила: Нема камера, система итд. Врата ће се затворити само ако се стоји поред њих, и аутоматски се отворију кад се пусте. Ово је први део игрице у којој је играчу дозвољено да се помера, иако је то кретање ограничено. Ако превише дуго држе врата затвореним, или се прекасно затворе, машине ће излетети. Нема батерије, тако да је светло на лампи неограничено. Да би се избегло искакање машина, које су сада страшније него икада, мора се добро слушати да ли чује дисање. Уколико се чује дисање, потребно је затворити врата и тако их држати док дисање не престане.
Пет ноћи код Фредија: Сестринска локација (5): На самом почетку играч има обавезу да да шокове машинама, будући да је електричар, да би се одржале у добром раду. У овом делу нема више старих машина: представљене су тотално нове машине: Бејби, Балора, Фантајм Фокси, фантајм Фреди, БонБон. Сви су мало забавнијег, мање страшног изгледа. Додуше, када искоче отварају им се лица и жице, намера чега је да се преплаши играч. Ово је такође једина игра у серијалу где је играчу дозвољено да се креће по различитим собама. Да би одржао целу струју у добром реду, играч има одређене задатке. Да би поправио Фредија и БонБона, мора да проће кроз Фоксијеву собу, а да га он не ухвати, тако што ће користити лампу с времена на време да би проверио да ли је на видику. Ако га види, не треба се кретати, а ако није ту, слободно се може кретати. Да би прошао кроз Балорину собу, док хода, мора слушати. Ако чује музику, не треба да хода. Може да ходати само док се музика не чује. 

## Књиге
Након успеха свих игара из франшизе, Скот одлучује да премести Фредијеву причу у универзум књига. Свака књига се састоји од по 3 неповезане приче које имају одређени значај за причу, али које треба протумачити. Креатор је и сам изјавио да универзуми игрица и књига из серијала нису обавезно коегзистентни, али да се прича оба универзума сврстава у канон серијала.
| 2015 | Five Nights at Freddy's: The Silver Eyes                               |
| 2016 | /                                                                      |
| 2017 | Five Nights at Freddy's: The Twisted Ones                              |
| 2018 | Five Nights at Freddy's: The Fourth Closet                             |
| 2019 | Five Nights at Freddy's: The Silver Eyes: The Graphic Novel            |
| 2019 | Five Nights at Freddy's: Fazbear Frights #1: Into the Pit              |
| 2020 | Five Nights at Freddy's: Fazbear Frights #2: Fetch                     |
| 2020 | Five Nights at Freddy's: Fazbear Frights #3: 1:35AM                    |
| 2020 | Five Nights at Freddy's: Fazbear Frights #4: Step Closer               |
| 2020 | Five Nights at Freddy's: Fazbear Frights #5: Bunny Call                |
| 2020 | Five Nights at Freddy's: Fazbear Frights #6: Blackbird                 |
| 2021 | Five Nights at Freddy's: The Twisted Ones: The Graphic Novel           |
| 2021 | Five Nights at Freddy's: Fazbear Frights #7: The Cliffs                |
| 2021 | Five Nights at Freddy's: Fazbear Frights #8: Gumdrop Angel             |
| 2021 | Five Nights at Freddy's: Fazbear Frights #9: The Puppet Carver         |
| 2021 | Five Nights at Freddy's: Fazbear Frights #10: Friendly Face            |
| 2021 | Five Nights at Freddy's: Fazbear Frights #11: Prankster                |
| 2021 | Five Nights at Freddy's: The Fourth Closet: The Graphic Novel          |
| 2022 | Five Nights at Freddy's: Fazbear Frights #12: Felix the Shark          |
| 2022 | Five Nights at Freddy's: Tales from the Pizzaplex #1: Lally's Game     |
| 2022 | Five Nights at Freddy's: Tales from the Pizzaplex #2: Happs            |
| 2022 | Five Nights at Freddy's: Fazbear Frights: Graphic Novel Collection #1  |
| 2022 | Five Nights at Freddy's: Tales from the Pizzaplex #3: Somniphobia      |
| 2022 | Five Nights at Freddy's: Tales from the Pizzaplex #4: Submechanophobia |
| 2023 | Five Nights at Freddy's: Fazbear Frights: Graphic Novel Collection #2  |
| 2023 | Five Nights at Freddy's: Tales from the Pizzaplex #5                   |

## Машине
Машине лове играча кроз ноћ, док он покушава да се одбрани од њих на све могуће начине.  
Сваки део има своје машине. Оригиналне машине из прве игрице су Фреди, Чика, Бони и Фокси (на основу којих је већина машина из осталих игара базирано), а поред ових 4 машина имамо и Златног Фредија који се приказује у виду халуцинација. У другом делу доминира серијал машина под називом "Играчке" наспрам старе гарде оригиналне четворке из прве игре који се сада воде под називом "Стари", у трећем "Фантоми" поред главне атракције Спрингтрепа, у четвртом "Најтмер" (енгл. Nightmare), у петом "Фантајм" (енгл. Funtime) и у шестом "Отписани".

## Излетање машина
Оно што чини игрицу страшном су неочекивани излети машина ниодкуда,са непријатним и оштрим криком. Кроз целу франшизу има мноштво машина које имају своје засебне карактеристике, па самим тим и специфичне метода застрашивања играча, међутим најчешћа тактика се састоји од тога да покушавају да уђу у канцеларију радника обезбеђења којим играч управља у игри кроз врата и вентилацију. Додуше постоје и одређене машине попут Златног Фредија који има ретку шансу појављивања. Након што застраши играча, игрица се угаси сама од себе (крешује). У првој игрици, уколико играч остане без батерије која је ограничена, аутоматски се одиграва секвенца у којој Фреди излетањем напада играча и која се не може спречити, осим уколико не дође 6 сати. 
Игрице су добијале генерално добре оцене по питању напада машина, који су увек исти, али до којих увек долази под различитим условима који самом играчу нису сасвим јасни, што доводи до наизглед једноставних, али поприлично ефективних излетања.